# Ministère de l'Enseignement préuniversitaire et de l'Alphabétisation
Le ministère de l'Éducation nationale et de l'Alphabétisation  est un ministère guinéen.

## Titulaires depuis 2010
| Nom | Nom                  | Dates du mandat | Dates du mandat | Gouvernement(s)            |
| --- | -------------------- | --------------- | --------------- | -------------------------- |
| | Ibrahima Kourouma    | 24/12/2010      | 27/02/2017      | Saïd Fofana I, II et Youla |
| | Ibrahim Kalil Konaté | 27/02/2017      | 17/05/2018      | Youla                      |
| | Mory Sangaré         | 26/05/2018      | 19/06/2020      | Kassory I                  |
| | Bano Barry           | 19/06/2020      | 05/09/2021      | Kassory I et II            |
| | Guillaume Hawing     | 27/10/2021      | 19/02/2024      | Béavogui et Bernard Goumou |
| | Jean Paul Cedy       | 13/03/2024      | En cours        | Bah Oury                   |
| Dans l'intervalle entre les mandats, le ministre sortant assure la gestion des affaires courantes. Titres successifs : - Depuis novembre 2021 : Ministre de l'Enseignement pré-universitaire et de l'Alphabétisation |                      |                 |                 |                            |